# La tourneuse de pages
La tourneuse de pages is een Franse film uit 2006 van Denis Dercourt. Hij maakte deel uit van de sectie Un certain regard op het Filmfestival van Cannes in 2006. De film is geproduceerd door Diaphana Films, France 3 Cinéma en Les Films à Un Dollar.
La tourneuse de pages werd genomineerd voor Césars voor beste filmmuziek, beste actrice (Catherine Frot) en meest veelbelovende actrice (Déborah François).

## Verhaal
De tien jaar oude slagersdochter Mélanie Prouvost (François) heeft talent voor pianospelen en is volledig toegewijd aan het studeren hiervoor. Daarom besluiten zij en haar ouders dat ze mee gaat doen aan het toelatingsexamen van het conservatorium. Mélanie heeft grote kans van slagen, maar raakt afgeleid wanneer jurylid Ariane Fouchécourt (Frot) tijdens haar voordracht de tijd neemt om een handtekening uit te delen aan een binnenlopende fan. Compleet van haar stuk verpest Mélanie daarop de rest van haar muziekstuk en wordt niet toegelaten op het conservatorium. Zwijgend en met tranen in de ogen gaat ze met haar moeder het gebouw uit om eenmaal thuisgekomen alles op te ruimen wat te maken heeft met pianospelen en vervolgens geen toets meer aan te raken.
Tien jaar later komt Mélanie stage lopen op een advocatenkantoor, waarvan in de vorm van Jean Fouchécourt (Pascal Greggory) een van de partners een oppas zoekt voor zijn zoontje Tristan (Antoine Martynciow). Zij biedt zich hiervoor aan, wat inhoudt dat ze enkele maanden bij hem in huis zal komen wonen. Ze is daar niet alleen met Tristan want ook zijn echtgenote blijft daar gedurende die tijd gewoon wonen: Ariane Fouchécourt, die zich het meisje totaal niet herinnert. Hoewel zij thuis is, is ze te zwak geworden om alleen voor Tristan te zorgen omdat ze twee jaar daarvoor is aangereden door een automobilist, die daarna doorreed. Ariane besteedt haar volledige aandacht aan het oefenen op de piano, aangezien ze een trio vormt met een violiste en een cellist en op het punt staat gedumpt te worden door hun impresario.
Tijdens Ariane's oefeningen komt Mélanie achter haar staan om vervolgens op exact de goede momenten de bladmuziek om te slaan. Ariane vraagt haar daarop of ze niet met haar mee wil naar uitvoeringen om haar bladomslaander (tourneuse de pages) te worden. Hiermee speelt ze Mélanie precies in de kaart, want Ariane wordt hoe langer hoe meer afhankelijk van haar. Bovendien flirt ze op een dusdanige manier met Ariane dat deze verliefd wordt op het meisje. Onder het mom van een verrassing voorbereiden voor zijn vader, zet Mélanie bovendien Tristan aan om een muziekstuk in het geheim sneller te gaan oefenen dan gezond is voor zijn leeftijd, waardoor diens gewrichten gaan ontsteken.

## Rolverdeling
| Acteur              | Personage           |
| ------------------- | ------------------- |
| Catherine Frot      | Ariane Fouchécourt  |
| Déborah François    | Mélanie Prouvost    |
| Pascal Greggory     | Jean Fouchécourt    |
| Xavier De Guillebon | Laurent             |
| Christine Citti     | Madame Prouvost     |
| Clotilde Mollet     | Virginie            |
| Jacques Bonnaffé    | Monsieur Prouvost   |
| Antoine Martynciow  | Tristan Fouchécourt |